# Gustav Karsten
Gustav Karsten (Berlim, 24 de novembro de 1820 — Kiel, 16 de março de 1900) foi um físico e político alemão.
Em 1858 foi eleito membro da Academia Leopoldina.

## Obras
- Lehrgang der mechanischen Naturlehre. 3 volumes, Kiel, 1849–1853
- Untersuchungen über das Verhalten der Auflösungen des reinen Kochsalzes in Wasser. Berlim, 1846
- Denkschrift über den großen norddeutschen Kanal. Kiel, 1865
- Beiträge zur Landeskunde der Herzogtümer Schleswig und Holstein. 2 volumes, Berlim 1869 e 1872